# José Jorge
José Jorge de Vasconcelos Lima GOMM (Recife, 18 de novembro de 1944) é um professor, engenheiro mecânico, estatístico e político brasileiro filiado ao União Brasil (UNIÃO). Foi senador e deputado federal por Pernambuco, além de ministro do Tribunal de Contas da União.

## Acadêmico
Formou-se em engenharia mecânica pela Universidade Federal de Pernambuco (UFPE; 1967) e em economia pela Universidade Católica (1968). Mais tarde tornou-se professor de ambas as universidades. Pós-graduado em estatística pela Universidade Complutense de Madrid, Espanha (1972). Mestre em Ciências pela COPPE - Universidade Federal do Rio de Janeiro (1971). Foi secretário de Educação e Cultura entre 1975 e 1979, e secretário de Habitação de Pernambuco entre 1979 e 1982. Casou-se com Maria do Socorro G. Vasconcelos Lima.

## Política
Eleito em 1982 deputado federal pelo PDS, participou do movimento pela redemocratização do país, através das "Diretas Já" e da "Aliança Democrática". Posteriormente fundou o Partido da Frente Liberal (PFL). Reelegeu-se sucessivamente por mais 3 mandatos. Entre 1991 e 1993 ocupou novamente a secretaria de Educação, Cultura e Esportes de Pernambuco. Presidiu a Comissão de Educação, Cultura e Desporto da Câmara dos Deputados entre 1998 e 1999. Relatou a Lei de Diretrizes e Bases da Educação Nacional (Lei nº 9394/1996).
Em 1998, foi eleito senador pelo PFL de Pernambuco.
Foi Ministro de Estado de Minas e Energia entre 13 de março de 2001 a 8 de março de 2002 e líder da minoria no senado, entre 4 de maio de 2005 e 2 de maio de 2006 em oposição ao governo Lula. Presidiu a Comissão de Infraestrutura do Senado Federal. Relatou a emenda constitucional (PEC) que cria o Fundo de Manutenção e Desenvolvimento da Educação Básica (FUNDEB). Relatou também a PEC 29/2000, que resultou na Reforma do Judiciário, através da Emenda Constitucional nº 45/2004.
Em 2004, como senador, Vasconcelos Lima foi admitido pelo presidente Luiz Inácio Lula da Silva ao grau de Grande-Oficial especial da Ordem do Mérito Militar.

## Eleições 2006

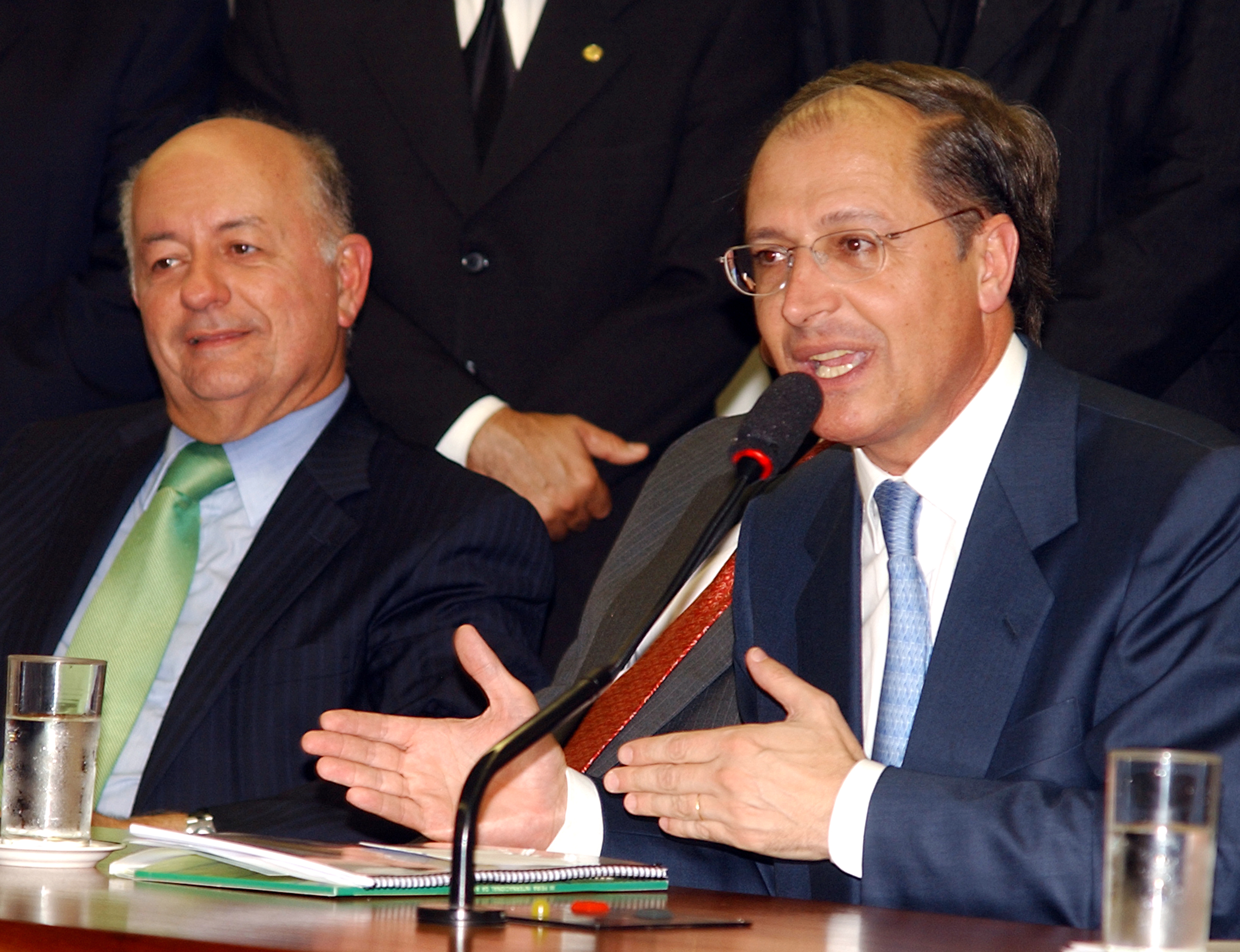
José Jorge (à esquerda) durante a formalização da aliança entre PSDB e PFL que o oficializou o candidato à vice-presidência na chapa de Geraldo Alckmin (à direita). Foto:Valter Campanato/ABr

Em 18 de maio de 2006 foi escolhido pelo PFL o candidato à vice-presidência na chapa do tucano Geraldo Alckmin.

## TCU
Após o fim de seu mandato no Senado, tornou-se Diretor-Presidente da Companhia Energética de Brasília do Distrito Federal, cargo que ocupou entre 25/01/2007 e 06/01/2009. Em dezembro de 2008 foi indicado pelo Senado a ministro do Tribunal de Contas da União. Disputou a vaga com o senador Leomar Quintanilha e por votação secreta, venceu por 41 a 34 no Senado e 270 a 60 – com 6 abstenções – na Câmara. Nomeado em 19 de janeiro de 2009, foi empossado em 3 de fevereiro, cargo que exerce até aposentar-se compulsoriamente aos completar 70 anos de idade em 18 de novembro de 2014.